# 真マジンガー 衝撃! Z編
『真マジンガー 衝撃! Z編』（しんマジンガー しょうげき! ゼットへん）は、永井豪著の漫画版『マジンガーZ』を原作とするテレビアニメ。
2009年4月4日より9月26日まで毎週土曜 23:20 - 23:45にテレビ東京系で放送された。全26話。翌4月5日より毎週日曜 0:00更新で、あにてれ、バンダイチャンネルで最新話を1週間無料配信、無料配信終了後の話もバンダイチャンネル提携サイトで有料配信された。

## 概要
永井豪による漫画版『マジンガーZ』（以下、漫画版『Z』）を原作とした上で、アニメ版『マジンガーZ』および『グレートマジンガー』や、『マジン・サーガ』『Zマジンガー』などの関連作品からも設定の一部を転用し、『ジャイアントロボ THE ANIMATION -地球が静止する日』や『機動武闘伝Gガンダム』など、巨大ロボットが肉弾戦を繰り広げるタイプのロボットアニメを多数手がけた今川泰宏が独自のアレンジを施し、「真のマジンガーを産み出す」というコンセプトで製作された。
そのため、漫画版『Z』のストーリーを原典としつつも多くの点で原作と異なる設定や展開を含むと同時に、永井の作品である『魔王ダンテ』『デビルマン』『キューティーハニー』のオマージュが鏤められており、最終話の内容を第1話で先に見せるという大胆な編成になっている。
引き続く第2話の冒頭ではマジンガーZが暗黒大将軍に敗北するという展開で終わるが、最終回は第1話で描かれたクライマックスシーンを別視点で描いた話となっており、第2話の冒頭シーンの後に事態がどうなったのかは全くわからないまま物語は幕を閉じる。

## 登場キャラクター
主要キャラクターの原作における設定は、マジンガーZ#登場キャラクターを参照。本項では、当作独自の設定を中心に記述する。また、一部永井の他作品に登場したキャラクターを基にする者については個々の項で述べる。

### マジンガー軍団
兜 甲児（）
声 - 赤羽根健治
本作の主人公。マジンガーZのパイロットで、オートバイレーサーを夢見る高校生。祖父の十蔵、弟のシロー（共に後述）と共に熱海に住む。幼少時に両親を亡くしたためにお爺ちゃんっ子であり、祖父の悪口、特に十蔵の怖い顔について言われると激昂する。兜家の家事を担当しており、特に料理に関しては朝食に高級レストランばりの料理を出すなどプロのシェフ顔負けの腕前を持つ。
十蔵の死後、仇であるあしゅら男爵を倒すためにつばさから敵の本拠地を聞き出す条件として「くろがね屋」にシローと共に逗留し「くろがね五人衆」に鍛えられていた。マジンガー軍団の面々とは当初衝突ばかりしていたが、後に熱い友情で結ばれた仲間となる。
ローレライの件を期に、「くろがね屋」の女将・錦織つばさが母親であることや父・剣造を殺した張本人であることを知ってしまう。そのため、弟・シローと共に「くろがね屋」を飛び出して光子力研究所に身を置くことになるが、つばさの過去の記憶を見たことで真相を知り、徐々に彼女を母親と認めつつある。また、第22話での菊ノ助の台詞から、人間の目にも留まらぬ速度で移動できるようになり、菊ノ助の肩を掴むことが朝飯前のようにできる超人的な身体能力を身に付けつつある。
女性関係のことでは未だウブなため、小学生レベルの交際に明け暮れており、さやかとは「友人以上、恋人未満」の関係。今作ではこれまでのシリーズとは異なり、さやかに「さん」を付けず、呼び捨てにしているが16話の停電シーンにて「さん」付けの描写がある。
第1話の冒頭では、第16話のあしゅら男爵と同様に漫画『デビルマン』の不動明のオマージュとして視聴者を「新しいマジンガーZの世界」へと誘う案内人として登場。作中でもたびたびナレーションにツッコミを入れるなどのメタ発言が目立った。
弓 さやか（）
声 - 本多陽子
アフロダイAのパイロット。今作では漫画版の大人しい性格であり、復讐心に燃える甲児とマジンガー軍団メンバーとの衝突に心を痛めたこともあった。
アフロダイAを破壊されて以降はビューナスAを操縦するようになるが、ビューナスA完成前にマジンガーがケドラに強奪された際にはホバーパイルダーを操縦して甲児を補佐したこともある（第13話から第15話を除く、第16話から第21話）。恋愛関係では甲児と同じく極めて幼いレベル。
本作では出番が少ないことを永井に嘆かれた。
ローリィ、ロール
声 - 門田幸子、牧口真幸
双子の姉妹、ミリオンαのパイロットを務める。今作では姉妹揃ってさやかの友人ということになっている。当初は甲児と反発していたが、後に和解する。
東 しゅん（）
声 - 一馬芳和
バイオンβのパイロット。当初は甲児と反発していたが、後に和解する。
大出 政雄（）
声 - 澤田将考
ダイオンγのパイロット。当初は甲児と反発していたが、後に和解する。

### 兜家の人々
兜 十蔵（）
声 - 鈴木泰明
世界最高峰の科学者にしてマジンガーZを独力で作り出した、本作のキーパーソン。風貌は漫画版『Z』に準じて片目が潰れている。性格はファンキーかつお茶目な人物として描かれており、甲児とシローの自慢の「おじいちゃん」でもある。
マジンガーZを甲児に託した後、あしゅら軍団による負傷が元で死亡するが、死後も様々な人物の回想シーンに登場し、死亡直後には自分の死を自覚せず甲児に話しかけたりしていた。
かつてゼウスの腕をミケーネ遺跡に見出し、それが富士の樹海にしか存在しないといわれる光子力エネルギーの源「ジャパニウム鉱石」の結晶であることを見抜く。Dr.ヘルは旗下の五大軍団のひとつを与える代わりにその腕を求めるが、十蔵はその申し出を断り、その際に片目を奪われる。両親は開発中の事故で死んだと孫2人に語っていた。
第25話で、光子力研究所の地下に「科学要塞研究所」を建造していたことが判明する。
オジイちゃん
いざという時のため、甲児をサポートするように十蔵が残した「ウルトラゴージャスコンピューター」。
十蔵自身の人格がコピーされており、ゴッドスクランダー起動と同時に覚醒するようにプログラムされていた。またその際、パイルダー操縦席のメインコンソール直上に臀部から電気機器コンセントとケーブル風の尾っぽのようなものが生えたフィギュアサイズの十蔵が、立体映像として現われる。十蔵のデータを丸写ししてあるためスケベ心も発揮して、つばさを呆れさせた。地獄王ゴードンのサイクロンファイヤーを跳ね返し、甲児とマジンガーZを守った。

兜 シロー（）
声 - 藤村歩
甲児の弟であり、ヤンチャ盛りの元気な少年。「くろがね屋」では暗黒寺と共に行動することが多い。おマセな一面を持っており、ガミアQたちの入浴を暗黒寺と共に覗いたりすることもある。ローレライ編では実質の主役級の扱いを受け、ドナウα1が勝てば兄・甲児と祖父の形見であるマジンガーZを失い、マジンガーが勝てばドナウα1の頭脳であるローレライを失うという板挟みで苦しみ、必死に戦いをやめて欲しいと懇願するもシュトロハイムの願いを叶えようとするローレライに拒まれ彼女を失う。原作『マジンガーZ』のローレライ編のラストに踏襲し、ローレライの死に際して「なんで、お前は負けねぇんだよ」と恨み言を交え泣き崩れていた。そこで、つばさが母であり剣蔵を殺したと聞かされたことで「くろがね屋」を離れるもピグマンの術で床に臥せったつばさを守るよう甲児に頼まれた際に「おっかさん」と呼び、それから自分なりにけじめを付け、以後つばさを母親として受け入れる。
兜 剣造（）
声 - 高瀬右光
甲児とシローの父親。本作の開始時点では既に死亡（したことになっている）。甲児やシローにはほとんど彼に関する思い出がない。物語が進行するに従い、彼の過去の所業が徐々に明らかになる。
十蔵と同様に世界有数の科学者であり、十蔵や剣鉄也と共に10年前のバードス島発掘に参加。つばさに科学の恐ろしさを論するが、やがて自身も古代ミケーネの超科学に心奪われ、遂に世界最強のロボットを作り出す夢が野望に変じる。ケドラと一体化した状態で十蔵たちを裏切り、Dr.ヘルの側に付くも、鉄也に押さえつけられたところをつばさの射撃により絶命したと思われていた。シュトロハイムの婚約者・錦織つばさを寝取った経緯や父・十蔵とシュトロハイムの確執の真相は遂に描かれないままだった。
第1話で登場していることもあって、生存しているのではないかとの疑惑は中盤からほのめかされており、第14話ではシュトロハイムの城のシステムを乗っ取り地獄から甦った旨を語っていたが、それはあしゅら男爵によってガミアQに組み込まれたプログラムであった。第20話で自らエネルガーZを駆って現われたが、これはブロッケンの変装だった。第21話でガミアを修理し暗黒寺を助けた人物として、姿は現わさなかったが生存していることが判明する。
第25話で遂に登場。最終話においてDr.ヘルに唆されてミケーネの遺物を得るために休眠していたミケーネ人の生き残りを虐殺したという罪の告白と、その際にあしゅら男爵の元となる巫女夫婦のそれぞれの半身を腐らせた薬物が付着して右腕が腐ってしまったという悲劇が語られる。Dr.ヘルに腕の治療と称してケドラを移植されたことでケドラに心身を支配されており、父と妻を裏切ったのもケドラに操られていたためであった。ゼウスの腕にケドラを握り潰された際に、身体の大半を切り離して首だけの状態になることで理性を取り戻すことに成功。その後はDr.ヘルから身を隠しつつ密かにDr.ヘルの世界征服とミケーネ復活の両方を阻止するべく暗躍していた。

### 光子力研究所
弓 弥之助（）
声 - 中博史
日本における光子力研究の第一人者で「光子力研究所」の現所長。かつては十蔵に師事していた。さやかを通してマジンガーZをサポートしているが、本作では甲児が「くろがね屋」を当初の拠点としていたため、接点は薄い。裏表のない真面目な人物であり、光子力は平和利用されねばならないとの信念を持つ。
旧アニメ版での名前は「弦之助（げんのすけ）」だったが、本作では漫画版『Z』（週刊少年ジャンプ連載時）準拠の名前である。
最終決戦ではピグマン子爵の猛攻を防ぐべく「光子力研究所」を自爆させて多くの職員を道連れにしたことを悔やむが、三博士から職員が地下から浮上した「科学要塞研究所」で無事生きていることを知らされる。ブロッケン伯爵がさやかをなぶり殺しにしようとした時には、初めて父として激情を見せ、ブロッケン伯爵を搭乗機ごと光子力砲で跡形もなく撃ち殺す。
ボス
声 - 松田健一郎
全国の番長の中における頂点に君臨する男。甲児を熱海付近の元締めとして服従させるために付け狙い、決闘を挑み敗北を重ねる。マジンガーZ登場のドサクサ後は「くろがね屋」にヌケやムチャと共に逗留し、宿代代わりに手伝いをさせられる日々を送りつつバイトをしながらボスボロットを製作し、最終決戦にて参戦する。また悪態を付きながらも甲児の実力を認めており、あしゅらとの決戦を回避しようとした甲児を「それでも男か!」と叱咤し、海底の底に埋もれていたマジンガーZをボスボロットの磁力を使ってサルベージした。漫画版『Z』同様、「本名は作者も知らない」というメタ発言がある。
3人でボスボロットを操縦している。
ヌケ
声 - 吉開清人
ボスの子分。自称、日本一の酔拳の達人。
ムチャ
声 - 中西英樹
ボスの子分。指弾を得意とする。
三博士
十蔵の若き日よりの僚友。ロボット工学を学んだ同門の徒だが、その頭脳は十蔵に及ばない。ミリオンα、バイオンβ、ダイオンγを作り上げた後、マジンガーZのフライトシステムであるジェットスクランダーを光子力研究所に提供、そして3ロボットに十蔵からの技術供与を受けて、マジンガーZのルストハリケーンとブレストファイヤーを施す。
最終決戦では時間稼ぎに死んだふりをし、密かに量産したマジンガー軍団をバードス島への総攻撃に向かわせる。
のっそり
声 - 石川ひろあき
もりもり
声 - 中西英樹
せわし
声 - 吉開清人

### バードス島勢力
Dr.ヘル（）
声 - 岸野一彦
世界征服を狙う異相の老人。本作では過去も描かれ、生物学の権威だった。旧アニメ版では謎だったバードス島発掘に兜十蔵を誘った理由はバードス島の巨人伝説に登場する巨人を機械仕掛けのロボットの一種ではないかと推測し、ロボット工学の権威だった十蔵のアドバイスを求めたからだった。ミケーネ遺跡で機械獣とあしゅら男爵の元となる古代ミケーネ人の巫女夫婦を発見した後、秘めた野望を実行に移した。配下にあしゅら軍団、鉄十字軍団、ピグマン子爵、兜剣造、兜十蔵の軍団の五大軍団を持つ。ただし、ピグマンは己の呪術のみで戦うため部下は持たず、剣造は蜂起前に死亡、十蔵も「ゼウスの腕に比べれば軍団など月とスッポン」と協力を拒んだため、軍団そのものは登場していない。甲児たちが十蔵の墓参りに訪れた際には立体映像とはいえ、自身も十蔵の墓参りを行うという律儀な面も見せた。
最終決戦でバードス島と共に熱海に肉迫するも、予期せぬ「科学要塞研究所」の反抗によって持てる戦力の大半を殲滅させられ、自ら機械獣・地獄王ゴードンで出陣する。
世界征服の後には、いずれ復活するであろうミケーネとの戦いも考慮に入れており、光子力を欲したのはそれが理由だった。しかし、あしゅら男爵が甲児たちをケドラの記憶世界を利用して籠絡していたため、その目的は己の死によって脆くも崩れ去ってしまった。
第1話冒頭はこの最終決戦後であり、ノーカット版において暗黒大将軍により両断された富士山の溶岩に自ら身を投げ出し自害し、死の間際には甲児に完全敗北の事実を突きつけて「その惨めな姿を地獄の底で楽しませてもらう」と言い遺した。
あしゅら男爵（）
声 - 石飛幸治（男） / 山像かおり（女）
「あしゅら軍団」の指揮官。超長期の保存により、それぞれの半身は腐敗していたものの原型を留めて発見された古代ミケーネ人の巫女夫婦「トリスタン」の左半分と「イゾルデ」の右半分を蘇生手術で合体させて作られたとされていた。蘇生手術を施したのはつばさであり、その主であるDr.ヘルと同様、彼女には反抗できないように脳改造を施されている。そのため、つばさを甲児の巻き添えとして暗殺しようと目論んで5体のガミアQを放った。だが、同時に行なった機械獣大作戦にて貴重な機械獣を多数失い、ブロッケン伯爵に頭を下げる屈辱を味わう。その後に再び戦死するが、Dr.ヘルによって再度の生を与えられ、絶対の忠誠を誓う。
ケドラが見せたバーチャル・リアリティの中で過去の自分たちと出会い、再びミケーネの滅びを目の当たりにしてしまう。バーチャル・リアリティの中とはいえケドラを破壊するためにミケーネを裏切ることになり、さらには、Dr.ヘルが実際には無傷だった両者の半身を薬物で腐らせたことやミケーネの同胞に対する虐殺行為を知り、反逆を決意した。Dr.ヘルが生きている限り命令に背くことも自殺もできないため、その場に居合わせたつばさと甲児に協力を持ちかけてDr.ヘル抹殺を画策。Dr.ヘルがマジンガーに倒されてマインドコントロールが解けたことで、ミケーネの巫女としての本分を果たすべく、後事を神話の時代からの旧知であるゴーゴン大公に託して自己の命を代償に儀式を行いミケーネの神々である暗黒大将軍と七大将軍を地球に召喚した。
漫画版『Z』・旧アニメ版では常人並みの身体能力だったが、本作では海面上を猛スピードで走ったり、マジンガーZを生身の素手で殴り倒すなど超人的なパワーを発揮している。また、漫画版『Z』・旧アニメ版では設定のみでほとんど触れられなかったミケーネ人としての部分が強調されており、Dr.ヘルに対するの忠誠心とミケーネ人としての自身との間に悩み苦しむ姿が描かれている。
漫画版『Z』から離れたオリジナル展開が本格的に始まる第16話冒頭では、漫画『デビルマン』の不動明のオマージュとして、「あしゅら男爵の物語」を今まで見てきた視聴者を「新しいマジンガーZの世界」にと誘う案内人として登場。漫画版『Z』や旧アニメ版、その他のマジンガーシリーズよりも大きくクローズアップされている。
ブロッケン伯爵（）
声 - 稲葉実
「鉄十字軍団」の指揮官。その実力により伝説として語られる軍人。バイオ蘇生技術により、首と胴体が分かれた状態で復活を遂げた。あしゅら男爵とは基本的にソリが合わず、足を引っ張る役立たずとして見下している。あしゅら男爵同様、つばさに反抗できないように脳改造が施されている。姿の異様さとプライドの高さゆえに、滑稽な態度を見せることもある。怒りの地雷原は「生首」とグールに対する「ブタ」である。決戦時には己の下衆な根性を剥き出しにしてビューナスAをいたぶろうとし、激怒した弓博士の光子力砲で撃ち殺された。
本体は頭部。本作では、『マジン・サーガ』同様に多数の胴体を同時に操作可能であり、第19話では桜多吾作版『マジンガーZ』同様に分身を作るほどの高速移動も行なっている。
ピグマン子爵（）
声 - 望月健一
部下も機械獣もなしにDr.ヘル五大軍団の一角を1人で受け持つ男。森羅万象を操る呪術者。通常は『バイオレンスジャック』鉄の城編に登場する盲目の格闘家ジム・マジンガに酷似した盲目のアフリカ人紳士に変装しており、体内には旧アニメ版キャラクターの上半身そのままであるピグマンの本体が潜んでいる。窮地に陥ったあしゅら男爵を助ける際に、自身の脳にも施されている反抗封じを回避するため、自らの両目をえぐった。また、容姿同様に性格も旧アニメ版から大幅に変更され、任務の失敗が続くあしゅら男爵の健闘を称えて同情したり、Dr.ヘルへの強い忠誠心やブロッケン伯爵らとの共闘など、紳士的・協調的なキャラクターになっている。
あしゅら男爵の欠けたバードス島にて、つばさを抹殺すべく呪殺の儀式を行い、既に亡者である鉄也を召喚して彼女の正気を奪うが、最終的には失敗した。決戦時には光子力研究所を総力を持って堕とすも、予期せぬ敵の反撃に逃げようとしたところを「正体不明の男」に切り刻まれ、絶命。
ガミアQ
声 - 雪野五月（5体とも）
あしゅら男爵が甲児（本命はつばさ）を暗殺すべく放った、金髪ツインテールの女性型アンドロイド。Q1からQ5まで、計5体が登場する。漫画版『Z』に登場するのはQ1からQ3でQ4とQ5は本作オリジナル。
ガミアQ3
5体のガミアの内、損傷の少なかった一体。製造者のシュトロハイムに問いただすためにつばさと共にドイツへと渡るが、あしゅら男爵襲撃の最中、ガミア愛しさに追いかけてきた暗黒寺と共に失踪した。その後、シュトロハイムの城で回線接続した兜剣蔵の修復を受け彼に従うようになり、彼の密命を受けた暗黒寺と行動を共にするようになる。
剣蔵の改造により光子力をコントロールできるようになっており、最終話においてDr.ヘルの光子力の吸収を阻止した。また、修復前に比べてやや感情が出るようになっており、Dr.ヘルに対して正義感とも言うべき激情を見せている。「くろがね屋」逗留時は、酒宴の余興と称して警察の面々のなすがままに様々なコスプレをさせられたりもしていた。
暗黒寺に「キュキュキュのQちゃん」という愛称をつけられたが、すぐに却下した。

鉄仮面（アニメ版表示はあしゅら兵）

### ミケーネ勢力
暗黒大将軍（）
声 - 飯塚昭三（スーパーロボット大戦シリーズ）
第1話・第2話の冒頭、および最終話の終盤に登場。あしゅら男爵の血の儀式によって、七大将軍と共に目覚めた。この作品ではマジンガーよりはるかに巨大な全高である。出現と同時に剣の一太刀で富士山を中腹から斬り飛ばし、最終回ラスト後を描いているノーカット版第2話冒頭では、ビッグバンパンチが通じずその力をまざまざと見せつけた。
七大将軍
最終話においてシルエットのみ登場。全員がミケーネの遺産である柱に搭乗しており、暗黒大将軍に先んじて姿を現した。
ゴーゴン大公（）
声 - 梁田清之
古代ミケーネ人の戦闘隊長であり、バードス島の司令官で、あしゅらの前身「トリスタン」と「イゾルデ」とは旧知の仲という設定になっている。ゼウスに反逆の意志を持ち、ハーデスと共謀して罠にかけ絶対的な窮地に追い込んだ。この作品ではDr.ヘルと敵対している。現実世界ではブロッケン伯爵の数体の胴体の自爆で倒され、ケドラの記憶内世界では、ジャンゴと先生の挟撃により相討ちとなる。現在に至るまで命脈を保っている理由は未だ明らかにはされていない。最終話において、ミケーネの復讐に燃えるあしゅら男爵に儀式を行わせ、復活した七大軍団を待ち構える。
下半身はサーベルタイガーのような牙を持った虎であり、それ自身が1個体としての意思を持つ。
第1話では神殿から巨大ケドラを引き連れてマジンガーを襲おうとしたところをゼウスの槍で潰されるシーンがあったが、本編ではこの部分に繋がるシーンはなかった。
トリスタン
声 - 石飛幸治
ゴーゴン大公と親しいミケーネ人の神官。後のあしゅら男爵の男半身。冗談半分・本気半分に神の身体を欲してウットリとするイゾルデに神が相手では焼きたくても焼けないと冗談で返し、睦まじい夫婦仲を見せた。ゴーゴン大公との盟約によって妻イゾルデと共に機械神の墓場を守るべく長い眠りにつく。
イゾルデ
声 - 山像かおり
ミケーネ人の巫女でトリスタンの妻。後のあしゅら男爵の女半身。夫トリスタンと共に長い眠りにつく。神の身体欲しさに人類抹殺を提案するなど残忍な性格をしている。

### くろがね屋
熱海某所にある和風の温泉宿。第9話での暗黒寺の台詞から、由緒正しい格式の高い宿であることが窺える。兜家の近所であるため、生前の十蔵は毎日通い詰めており、露天温泉に入浴しては一杯やることを日課としていた。女将のつばさと5人の従業員は、『バイオレンスジャック』関東スラム街編・黄金都市編や、『あばしり一家』の登場キャラクターが基となっている。13話にて甲児逗留後は急ごしらえでパイルダー格納庫も作られており、その中には、十蔵がつばさに遺した兵器が大量に保管されていることが判明する。
錦織 つばさ（）
声 - 一城みゆ希
温泉旅館「くろがね屋」の七代目女将にして底知れぬ謎を秘めた女傑。元は『ガクエン退屈男』から『バイオレンスジャック』関東スラム街編・黄金都市編に登場した同名のキャラクター。バイオレンスジャックでは関東羅刹組組長として登場する。本作における、もう一人のキーパーソンとして活躍する。
敵味方に並々ならぬ因縁を持ち、命をつねに狙われているが、本人は至ってさばけた態度で客人として接する。謎の片鱗を見せるまでは、十蔵を失った甲児を店で猛者揃いのくろがね五人衆に鍛えさせていた。
元々はDr.ヘルの愛弟子として生物化学を学び、バードス島発掘においてあしゅら男爵の蘇生など、生物化学者として十蔵らの助手を務めた。
ガミアQとドナウα1の製造者であるドイツの天才科学者のシュトロハイム・ハインリッヒの婚約者であったが、兜剣造と結婚して甲児とシローの母親になる。心変わりの経緯は不明。ロボット対決で自身を取り戻そうとするシュトロハイムを事故に見せかけて殺した張本人。完全にシュトロハイムから心が離れていたためであり、更には、十蔵の製造するマジンガーZが息子に必要だったからという打算だった。夫・剣造も舅・十蔵もかつての婚約者シュトロハイムも結局は研究を優先すると科学者の性（さが）を蔑むが、自身でも打算を優先させる側面は拭えなかった。
ピグマン子爵の呪術で、死んだ筈の天才ロボット操縦士・剣鉄也の亡霊に対面させられ、人が変わったように奇矯な振舞いに及んで病の床に就くが、しおらしく看病するあしゅら男爵がピグマン子爵の化身だと知り、気丈さを取り戻して追い払う。
バードス島で我が身を呈して剣造を倒した剣鉄也が自身の生き別れの弟だということは気づかず、墓参りに訪れた寺の僧侶より聞かされて初めてそれを知った。
最終決戦時には単身、密かに安の身体から抜き取った光子力爆弾を持ってかつての夫・剣造と刺し違える覚悟で敵地に赴く。が、そこでバードス島での真相とあしゅら男爵の役目、Dr.ヘルの目的を聞かされ、Dr.ヘルを倒すことは急務であってもミケーネの巫女たる自負を抱くあしゅら男爵を信じてはいけなかったことを悟り、絶望に襲われる。
兜 つばさ（）
つばさの旧名。甲児とシローの実母であるが、その裏にはシュトロハイムと剣造の熾烈な戦いがある。なお甲児たちの実母が存命で劇中でも活躍するというシチュエーションは、マジンガーシリーズでは漫画作品『Zマジンガー』で甲児の母親が登場するが、映像作品においては本作が初である。
くろがね五人衆
つばさに世話になって命を取り止めた5人。それぞれに十蔵ゆかりの超合金Z製の武器を身に付け、表向きはくろがね屋の従業員、実はつばさのボディーガードとして働く。菊ノ介以外はケドラ意識内世界で重傷を負うが、つばさの手により回復、つばさに見込まれてやって来た新たな猛者たちを迎え、Dr.ヘル侵攻に備える。
クロス
声 - 玄田哲章
顔面に十字の縫い傷がある禿頭の巨漢で、つばさの右腕ともいえる存在であり、常に側に控え、ドイツに赴いた際にも同行した。つばさと同じく『バイオレンスジャック』からの出演キャラクター。原典ではでは黄金都市編に登場する羅刹組幹部。普段は「くろがね屋」の番頭だが、実はホバーパイルダーを持ち上げ、機械獣の重さにも耐えるほどの豪腕の持ち主で、皮膚の下に超合金Z製の鎧を持つ。
ジャンゴ
声 - 青山穣
幽鬼の如き長身をポンチョとソンブレロで包んだ射撃の達人。『バイオレンスジャック』からの出演キャラクターで関東スラム街のヤクザとして登場。超合金Z製の弾丸を放つ拳銃「マグナムZ」を持つ。二丁拳銃以外に対物ライフルを使うことも多く、冷凍弾などの特殊装備も持つ。普段は「くろがね屋」の客送迎係として働く一方、自分たちの命を狙って日本中から訪れる悪党たちを客搬送バスに乗せては始末している。よく「るるる」と口ずさむ。
イタチの安（）
声 - 加藤将之
普段は「くろがね屋」の湯殿の背流しだが、実は爆発物のスペシャリスト。バイオレンスジャックでは黄金都市編に登場する羅刹組組員の種田。ティアドロップ型の黄色いサングラスが特徴。体内に光子力爆弾を持つ。陽気に振る舞いながら暗黒寺やシローと行動を共にする機会も多く、ガミアQの入浴を3人で覗いたりと五人衆のギャグメーカー的存在。暗黒寺同様に、シローのことをよく可愛がっている。五人衆の中では唯一過去が明かされている。
最終決戦時には腹に縫いこんだ光子力爆弾で一気に敵を吹き飛ばす覚悟だったが、ケドラ世界の一件から帰還した際、つばさによってそれを外されていることに気づき、それを抱いて剣造の元に向かうつばさの心中を悟る。
菊ノ助（）
声 - 巴菁子
つばさには「お菊姐さん」と呼ばれる「くろがね屋」の仲居頭。短躯の老女であるが、いざという時には人間の目にも留まらぬ速度で移動して敵を幻惑しながら超合金Z製の鋼糸で相手を捕縛・切断する。その実力は五人衆最強と謳われている。5人のうち唯一バイオレンスジャック出展ではない。
医学の心得も多少はあるらしく、ケドラの記憶世界で瀕死の重傷を負った五人衆メンバーの治療時、メスを取ったつばさの助手を務めている。
先生（）
「くろがね屋」の板長にして用心棒。超合金Z製の日本刀を使い、敵を鮮やかに斬り捨てる。寡黙であり、その声を聞いた者はいない。また、その刀の腕前同様に料理の腕も天下一品ともっぱらの噂。『バイオレンスジャック』からの出演キャラクターであり、原典ではスラムキングの用心棒頭の権藤。権藤は饒舌である。なお先生とジャンゴは原典では羅刹組と無関係のやくざである。
第2話で暗黒寺刑事が追っていた偽警察官惨殺事件の犯人。偽警察官は全員があしゅら男爵の放った密偵であり、密かに十蔵を警護していたのだった。そのため、暗黒寺は所轄では見かけない警官の死体を不審に思っていた。

### 神話世界
『Zマジンガー』の登場キャラクターが基となっている。また、ミケーネ人=太古の昔に地球に降り立った異星人設定は、永井豪描き下ろしの短編『マジンカイザー 新魔神伝説』が元ネタ。
ゼウス
声 - 矢島正明
古代ミケーネの伝承に記された、黄金の鎧を装着した巨神。第1話で甲児と出会った際に「Zマジンガー」を自称している他、シュトロハイムやつばさもZマジンガーの名前を知っていた。
あしゅら男爵はかつてゼウスに自身と同胞を滅ぼされており、その外見を受け継ぐマジンガーZを怨敵として付け狙っている。甲児に問われて「我が名はゼウス。しかして、その実体はZマジンガー」と『キューティーハニー』のオマージュとして名乗った。
太古の昔に起きた星間戦争の折に戦略上重要拠点であった地球に降り立った異星人であり、地球方面戦線の指揮官。神の中の神とまで称えられていたが、母星からの地球人抹殺案に反対し、たった一柱で反乱を起こす。身に纏う鎧は非戦闘時には黒いが、戦闘時には強化され黄金の輝きを放つ。
神ながらノリがよく、ハーデスに斬り落とされた腕を拾って自ら「ロケットパンチ」と叫びながら投げつけて、ハーデスを打ち破っており、ケドラの記憶の世界では、マジンガーZのロケットパンチを見て自分もと真似して投げつけている。
この腕は後にバードス島発掘の際に発見されるが「ジャパニウム鉱石」化しており、エネルガーZやマジンガーZ、ゴッドスクランダー開発に使用される。また腕だけでも生きており、剣造の裏切りに反応して動き彼を押し潰している。ゼウス本体の行方は不明。なお、第1話ではケドラの記憶ではないマジンガーZと本物のゼウスの初対面シーンがあったが、本編ではそれに該当するシーンはなかった。
Zマジンガーでのゼウスの鎧の色はマジンガーZのカラーリングと同じだった。
ウラヌス
声 - 飯塚昭三
ゼウスより高い位に立つ大神。地球人を守護しようとするゼウスの言葉に怒りを露わにする。具体的な姿は現わさず、赤い稲妻が轟く暗雲のような姿でのみ登場した。
ハーデス
声 - 内海賢二
ゼウスと並ぶミケーネ三大神の1柱。死者の国を治める冥府の王。ゼウスの後任として地球を任される。16話以降の後期オープニングでも一瞬のみ姿を見せている。
ゼウスと違って地球人類抹殺に賛同しており、ゴーゴンらと手を組みゼウスを抹殺しようとする。ケドラの記憶の世界ではあしゅら男爵をトリスタンと偽って、不意打ちを仕掛け、ゼウスの片腕を斬り落とし一時は優位に立つが、マジンガーZが助太刀に入り、ロケットパンチで両目を潰され、さらにゼウスの斬り落とされた自らの腕を使ったロケットパンチを受け敗れる。この戦いで体を失い、炎のような精神だけの姿となり、「闇の帝王」として七大軍団を率い再臨することを誓い、バードス島と共に海に消える。なお、本来の世界でも若干の差異はあれども同じ顛末で敗れているらしい。
ハーデスの姿は『Zマジンガー』、闇の帝王の姿は『グレートマジンガー』が初出で、この両者が同一の存在だというのは本作のオリジナル。
ポセイドン
ゼウスと並ぶミケーネ三大神の1柱。
アニメ版には名前のみ登場。
ガラダブラ
声 - 吉開清人
髑髏を象った顔と2本の長い首を持つ機械神。ミケーネ人からは勇者として讃えられている。出典は、石川賢の短編『ミケーネ恐怖の遺産』に登場した合成機械獣ガラダブラMK01。ケドラの記憶内世界では、イタチの安の光子力爆弾自爆にも堪えた様子はなかったが、マジンガーZのルストハリケーンによって葬り去られた。
現実世界においては、朽ち果てた状態でDr.ヘルによって発掘され、後に機械獣ガラダK7とダブラスM2の元となった。

### その他
暗黒寺（）
声 - 伊丸岡篤
静岡県警熱海署の刑事。階級は警部。本編では呼称されていないが、設定上の名前は「闇太郎」。自らを「国家権力の使者」などと称する。熱海界隈で続発する偽警察官惨殺事件を追う過程で、十蔵に関わってしまう。
マジンガーZの初戦後は「くろがね屋」に甲児の護衛として逗留し、殺人ロボットなのに金髪でグラマーな外見のガミアQにゾッコンになり、残骸が移送されたドイツまで追いかけるほどベタ惚れしてしまった。シュトロハイムの城で突然動き出した復元中のガミアと共に一時行方不明となる。
21話において帰国するが、実は生存していた剣造の密命を受けており、あしゅら、ブロッケン、ピグマンを倒すことのできる特殊な弾を預けられていた。剣造の下についたことを見抜いたつばさの手により一時は「くろがね屋」内の光子力座敷牢に捕らえられるが、剣造の意を受けた何者かの手引きにより脱出。その後、光子力研究所と弓父娘の危機に駆けつけた。ピグマンの仮の器を弾丸で溶解させるなどの活躍をするが、あしゅら男爵の真の目的を剣造より聞いていたことでそのあしゅらが仲間に入った作戦の失敗をいち早く悟り、諦めと絶望の表情を見せた。
漫画版『Z』では自らを「やくざの息子が警察官になった」と語っていたが、本作では「実家の危ない稼業を捨てて」とされている。
数珠（）
声 - 石川ひろあき
Dr.ヘルに狙われるくろがね屋の警護に派遣された、極道風の警官隊を指揮する警察隊長。つばさや十蔵とは知己であるらしく、身につけた数珠、手錠、楊枝などが超合金Z製である。暗黒寺と同行した。
剣 鉄也（）
声 - 粟野史浩
本編の十数年前の時代の天才ロボット操縦士で、剣造とは親友の間柄。ミケーネ遺跡の調査にマジンガーZのプロトタイプ機エネルガーZのパイロットとして同行したが死んだとされている。その操縦技術は未完成のエネルガーで巨大ケドラを倒すほど。その光景をケドラの記憶の世界で見た甲児は「操縦を鍛えてもらいたい」と語るほどであった。また勘も鋭く、ゼウスの腕がまだ生きていることを一目で見抜いた。
容姿と性格はZマジンガー版に近く爽やかな好青年といった風貌と性格であり、グレートマジンガーでの孤児であることへのコンプレックスやトラウマなどは一切見られない。私服はグレートマジンガー版と同じだが、マフラーは紫から赤に変更されている。
ピグマン子爵の儀式により亡霊の姿でつばさの前に現れる。亡霊の姿は無表情だったが、ゴッドスクランダーを装着したマジンガーZの飛翔や甲児とつばさの和解の際には笑顔を見せて消えた。
実は、つばさの生き別れの弟で甲児とシローの叔父。この事実は、バードス島から帰還したつばさが墓参りに来た寺の僧侶から聞かされる。
第25話でピグマンの本体を倒した謎の影「ブレード」は剣鉄也に酷似したシルエットだが、ナレーションでのみその名称は語られただけで関係は不明。
シュトロハイム・ハインリッヒ
声 - 家弓家正
ガミアQの製造者であるドイツの天才科学者。かつて婚約者のつばさを愛し、彼女が剣造との間に子を作ろうとも意に介さずに十蔵との最強ロボット製造勝負でつばさの夫の座を得ようとするが、ロボットが完成直前に謎の事故で無念の死を遂げた。その後Dr.ヘルの手で甦り、野望を再燃させる。完成させようとしている最強のロボットこそがドナウα1であったが、それを奪おうとするあしゅら男爵への攻撃を刎ね返されて致命傷を負ってしまう。娘同然に育てたローレライに出自の秘密を教えて、つばさに自身をもう生き返らせないでくれと言い残して息絶える。正々堂々の対決では勝てないと考えた十蔵により事故に見せかけて殺されたと思い込んでいたが、十蔵も無関係ではないものの実際には元婚約者のつばさの打算による動機により彼女に殺された。しかし、その真相を知ることはなかった。
ローレライ・ハインリッヒ
声 - 藤田咲
シュトロハイムの娘である金髪碧眼の美少女（旧アニメ版より原作漫画版『Z』準拠の風貌になっている）。くろがね屋にシローを迎えに来た際には楽しい時間を過ごすが、その正体はアンドロイドかつ巨大ロボット・ドナウα1の頭脳であり、製造者のシュトロハイムがドナウα1を自意識を持つ完全なロボットとすべく育てたものであった。頭のリボンを引き抜くことで、ドナウα1との合体モードに入る。その後マジンガーZに勝負を挑み、最終的に引き抜かれた頭部を胸の自身の顔にぶつけられて破壊された。
ナレーション
声 - 玄田哲章
本作ではナレーションの量が多く、劇中の状況や登場人物の心情を適宜に細かく説明してくれる。「マジンガァァァアア!!ゼェェエエッットォォオ!!!」のように固有名詞絶叫も随所で見せる。
たびたび、甲児から「一々聞くな!」「ナレーションが聞くな！」とメタ発言で返されるシーンがある。
最終回ではタイトルのナレーションもしている。

## メカ関係

### 光子力ロボット
マジンガーZ
兜十蔵の手により造られたロボット。身長24m、重量32t。本作では、ゼウスの姿を模して作られたと設定されている。また、第20話でのつばさの発言から、エネルガーZ同様にゼウスの腕の一部を使用して製造されたことが明らかになった。
基本的なデザインは手足が黒いなど原作版を踏襲しているが、その初期稿は石川賢の短編『ミケーネ恐怖の遺産』版を強く意識したものとなっている。公式のイメージイラストの中には、マジンガーの目に瞳らしきものが描かれているものもあったが、本編ではそのような描写はなされていない。
本作では基本武装であるロケットパンチ・ブレストファイヤー・ルストハリケーン・光子力ビームが装備されている一方、腹にミサイルパンチはなく、アイアンカッターなどの追加装備も成されなかった。また光子力ビームがブレストファイヤーよりも高威力となっている。
第3話で深夜に黒い影ということもあり兜シローは「悪魔だ!」と叫び、そのイメージは『魔王ダンテ』のダンテに酷似したシルエットだった。また、第16話ではケドラの暴走によってマジンガーの光子力エネルギーがメルトダウンを起こす描写があり、その際もダンテに似た姿に変貌を遂げていた。
ビッグバンパンチ用の変形機構を持つ。
ジェットスクランダー

第12話でその姿を見せるも第13話で早々にグールに撃墜・破壊されてしまい、本作での出番はほとんど無い。飛行速度マッハ3、飛行高度2万m。
ゴッドスクランダー
ジェットスクランダーに代わるマジンガーZ最後にして最強の翼。
十蔵がバードス島から持ち帰ったゼウスの腕を改造して作り上げたものであり、「枝を隠すなら森の中」ということで改造を終えた後ジャパニウムの中に隠していた。つばさの叫びに呼応して甲児のもとに現れ、マジンガーZと合体する。
凄まじいまでのスピードと防御力をマジンガーZに与え、ルストハリケーンはおろかブレストファイヤーまで無効化してみせた。
ビッグバンパンチ
ゴッドスクランダーと合体して初めて使用可能になるマジンガーZ最強の武器。
頭部を収納、大型ロケットエンジンが可動し指となり、翼で脚部を覆い、マジンガー本体の腕も含めた5本のアームが上半身を覆うように握られて巨大な拳となる。その際、ボディが金色に輝く。圧倒的なスピードを以て突撃し、全てを原子に還すほどの破壊力を誇る。
初使用時は変形に時間がかかっているが、本来は素早く変形し、敵撃破後は素早くもとの形態に戻ることができる。
ミケーネ降臨後の様子を描いている、ノーカット版第1話と第2話の冒頭のシーンから暗黒大将軍に放つも大将軍に通用せず、逆にマジンガーが大破する。
ロケットパンチ百連発
最終決戦に向けて、マジンガー軍団と共に密かに量産されていたマジンガーZの腕。破壊されたマジンガー軍団の残骸から出現し、マジンガーZの指揮により地獄王ゴードンに怒濤の猛攻をかける。個別に発射するだけでなく合体も可能であり、ビッグバンパンチを超える巨大な拳に変貌を遂げ、無敵を誇ったゴードンの身体を貫いた。百連発となっているが、映像では百発以上のロケットパンチが飛び交っている。使用時甲児の放った「能ある鷹はパンチを隠す!」に対し、Dr.ヘルは「馬鹿か!」と叫んだ。

アフロダイA
本作では、合金Z（超合金Zより数ランク下の合金）製であることが強調されており、マジンガーZのブレストファイヤーにも短時間なら耐えられる防御力を持つ。第12話で、海底要塞サルードの爆発と共に失われた。
ビューナスA
アフロダイAの後継機となるロボット。さやかから依頼を受けた三博士が彼女の姿をモデルに作ったもの。
アフロダイとは異なり、当初から戦闘向けにつくられた機体である。ロケット噴射によって飛行できる。ロケットパンチは内蔵されていないため、ロケットパンチ百連発には加わらなかった。
Zカッター
ビューナスAの両腕に装備された、超合金Z製のカッター。
射出して敵機を切断できるだけでなく、遠隔操作することも可能。地中にも入れる。

ミリオンα→ミリオンα1、バイオンβ→バイオンβ2、ダイオンγ→ダイオンγ3
三博士が十造からのノウハウを元に製造したロボットたち。原作版『Z』と違い、序盤から登場しているものの量産型マジンガーとしては扱われておらず、徒手空拳だけで機械獣に挑んでは連敗を続けていた。第12話で、東らパイロットたちは今の3体では機械獣に敵わないと悟り、今後はマジンガーZのサポートに徹すると宣言する。
第21話以降は改造され、ミリオンが光子力電磁砲、バイオンがルストハリケーン、ダイオンがブレストファイヤー、とマジンガーZの技を使えるようになり、コックピットがパイルダーとの合体方式になる。また、外見が変わっている。
最終決戦では一時は機械獣軍団の猛攻の前に敗北、破壊されたかに見えたが、パイルダーは3機とも無事であり、科学要塞研究所から飛び立った無数の同型機とともに、バードス島の残存兵力を総て焼き尽くしたものの、バードス島の正体である地獄王ゴードンの桁外れの攻撃により、再び全機戦闘不能に追いやられる。がしかし、実は機体の一つ一つに、密かにロケットパンチが隠されており、マジンガーZの指揮により全ての残骸から無数のロケットパンチが発射され、Dr.ヘルに最後の逆襲をかけた。
ボスボロット
ボス専用ロボット。第16話で、光子力研究所の警備・作業用のロボットとして初登場するが、三博士が開発に関わっているかどうかは不明。光子力研究所でアルバイトに勤しむボス、ヌケ、ムチャが操縦する。この時点では旧アニメ版とは異なり、作業用機的な地味なデザインになっているがギャグ要員。
第23話では暗黒寺の口添えにより、改良され、色を塗り替えて旧アニメ版に準じた姿で再登場する。
ヌケ・ムチャによりボス専用ロボットから「ボスボロット」と命名されるが、ボス本人は変な名前だと思っている。またヌケからはポンコツ扱いされているが、パワーは馬鹿にできぬものがあり、苦戦するあしゅら男爵が放った大型ミサイルを長く伸ばした腕で巻きつけ引き戻すといった芸当を見せた。
最終決戦では、くろがね屋を残った五人衆もろとも蹂躙しようとした機械獣あしゅら男爵を怪力で締め上げ、頭部を残しての大破と引き換えに追い払う功績を上げる。そのまま戦線離脱するかに見えたが、頭部だけの状態で、接続面から放たれた電磁波で海底に沈んだマジンガーを引き上げ、甲児に最後のバトンを渡した。

### バードス島勢力

#### 要塞
海底要塞サルード
あしゅら男爵に任された移動要塞。上半分は岩だらけの島を模している。第12話でグールの爆撃を受けた後、あしゅら男爵に原子炉を暴走させられ、核爆発を起こして海底に散った。
海底要塞ブード
サルード消滅に伴い、新たに出動した新移動要塞。上部に顔の形の発射口を備えた、巨大な潜水艦の姿をしている。サルードと同じく、あしゅら男爵に任されており、最終決戦に向けてグールと共に日本へ侵攻する。あしゅら男爵の母艦を始めとし、相当数のブードが熱海に接近、機械獣を送り込んだ。
飛行要塞グール
ブロッケン伯爵に任された移動要塞。鳥もしくは翼竜を模したデザインを持ち、腹中に多くの機械獣を格納している。機体内部に突入したマジンガーによって第1話で撃墜され、あしゅら男爵の頭上に落下した。
地獄王ゴードン
Dr.ヘル専用の巨大機械獣。剣造の手により修復されたバードス島の正体。部下と戦力を失った彼の最後の切り札であり、バードス島の残骸の中から立ち上がった。
ゴードンサイクロン、ゴードンファイアー、フィンガーバリアーなど、巨大な体躯に見合う強力な武装を兼ね備えており、その威力は量産されたマジンガー軍団の一斉攻撃をたやすく弾き返すほど。科学要塞研究所の光子力砲にも堪える様子はなく、逆に研究所に蓄えられた光子力すべてを吸収しようとしたが、剣造の命を受けたガミアQ3の妨害を受け、さらにはあしゅら男爵の手引きによって侵入したパイルダーにより、内部からシステムを破壊される。その後、マジンガーZの指揮するロケットパンチ百連発によってその身を両断され、最後には渾身のビッグバンパンチによって完全に破壊された。
マジンガーZとの最終決戦の切り札として発動されたが、その本来の役割は、復活するミケーネ帝国に対抗するための光子力を蓄える器であった。

#### 機械獣
機械獣ガラダK7
頭部に巨大な鎌を備えた、骸骨を象った頭部を持つ機械獣。タロス神像に偽装して登場し、初めてマジンガーZと対決。ルストハリケーンで塵になった。
機械獣ダブラスM2
高出力のレーザーを放てる、2つの首を持つ機械獣。ガラダK7と共にタロス神像に偽装して登場。ブレストファイヤーで溶解された。
爆撃獣グロイザーX10
グールからの投下による、自己爆撃のみに特化された機械獣。そのため、格闘戦などは行えない。自爆によって熱海の街ごとマジンガーZを消滅させることが目的だったが、落下途中、最大出力の光子力ビームを食らって爆散した。番号違いの兄弟機「X9」「X11」「X12」が存在する。
出典は『グロイザーX』の主役ロボット「グロイザーロボ」の爆撃機形態「空爆ロボ・グロイザーX」が元となっている。
爆撃獣グロイザーX9、X11、X12
グロイザーX10の兄弟機。サルードにとどめを刺すべく、ブロッケン伯爵がグールから投下した。3体同時爆発を実行してもサルードの動力を停止させるだけに留まったが、X10と比べて威力が低いのか、サルード自体が強固なのか、理由は不明。なお、デザインにはX10のデザイン過程で描かれた没案3種が流用されている。

機械獣ノナカーゴH2
上下に分離させた巨大な身体の間に、強力な電磁網を放つ機械獣。アフロダイAを体内に捉えた上、マジンガーZを電磁網に包んでホバーパイルダーの合体を阻止するが、アフロダイAが自分の右腕を爆破したことで拘束を突破され、最後はブレストファイヤーで溶解された。
名前の由来は、機械獣デザインを務める野中剛。
機械獣ストロンガーT4
巨大な羽根車とムチを備えた機械獣。ルストハリケーンによって敗れる。
機械獣ブライトンJ2
翼のような巨大な耳を有する機械獣。ロケットパンチによって敗れる。
機械獣ブルドン
鎖付きの脱着可能な拳を持つ機械獣。用いられた武器は不明だがマジンガーZに瞬殺される。
機械獣トロスD7
超合金Zをも貫く巨大な角を備えた、四足獣型の機械獣。日本侵略作戦のため、大阪に出現。マジンガーZに対し、挟撃作戦を取る。その角でマジンガーZの腹を貫いて大穴を開けることには成功したものの、ゴーストファイアーV9と共に敗れる。
機械獣キングダンX10
身の丈ほどの両刃の大剣を振るう機械獣。日本侵略作戦のため、名古屋に出現。タンカーを沈めた後、アフロダイAを両断した。あしゅら男爵てさやかを人質にサルードに帰還し、マジンガーZを誘き寄せる。甲児らの脱出後はマジンガーZに一蹴され、Dr.ヘルの命令で破壊されるサルードと運命を共にした。
機械獣ゴーストファイアーV9
両腕に鎖付きの鉄球を、頭頂部に火炎を備えた機械獣。日本侵略作戦のために東京に出現し、都心を火の海に変えた。マジンガーZに対し挟撃作戦を取るものの、トロスD7と共に敗れる。
機械獣バルガスV5
身体を様々なパーツに分離させ、単独行動させることが可能な機械獣。胸部の顔から超音波砲を放つ。造形にマジンガーZとの類似が見られるのは、古代ミケーネの闘神をモチーフに作られている由縁。日本侵略作戦の伏兵として東京、大阪、名古屋のいずれかに出撃したマジンガーZの不在を突く。ホバーパイルダー合体前のマジンガーZを拉致するが、サルードへの回収には失敗。マジンガーZを水中に引き摺り込むも、ブレストファイヤーによって倒される。
機械獣グロッサムX2
水中専用機械獣。サルード防衛のために出撃。頭部に巨大なハサミを持ち、翼状の両腕から魚雷を放つ。ブレストファイヤーに勝るとも劣らない超高熱ビームでマジンガーZに対抗するものの、僅差で敗れる。
機械獣マリオN7
円形の身体から無数の触手を生やし、触手から発する電波で多数の殺人マリオネット（等身大の女性型ロボットで、両腕が鎌状の刃物になっている）を自在に操って甲児らを襲うが、パイルダーミサイルによって倒される。
機械獣リバーF9
ブロッケン伯爵があしゅら男爵に貸し与えた機械獣。開閉される頭部に搭乗したあしゅら男爵は、双肩のジェットエンジンで飛行しながらドナウα1を連れ帰ろうと目論むが、自我に目覚めたドナウα1のムチで機体を両断され、そのまま地上に叩き落された。
機械獣バルガM4
牛の獣人の姿をした機械獣。マジンガーZの猛攻により敗れるが、その真の目的はケドラをマジンガーZの元へ送り込むことだった。
機械獣ガルダC3
鳥の獣人の姿をした機械獣。体内には、ケドラのカプセルが仕込まれている。バルガM4共々破壊された後、目覚めたケドラは光子力研究所へ潜入した。
機械獣ギグロス
古代の兵士のような姿をした機械獣。他4体の機械獣と共にケドラに乗っ取られたマジンガーZを捕獲しようとしたが、光子力のメルトダウン状態に陥ったマジンガーZに敗北。その後、破損した状態でケドラに乗っ取られ、再びマジンガーに挑むも、ブレストファイアーによって再び敗れ去った。
機械獣ギロクロスK4
首に巨大な回転カッターを装備した機械獣。ギグロス共々敗れる。
機械獣パラボランティスC8
頭部が巨大なパラボラアンテナになっている機械獣。ギグロス共々敗れる。
機械獣ボムキャットP3
頭部に巨大なミサイルポッドを備えた四足獣型の機械獣。ギグロス共々敗れる。
機械獣リザドスE5
首に発射可能な刃を備えた機械獣。ギグロス共々敗れる。
機械獣シュバーンJ6
背中に翼を有する機械獣。エネルガーZ完成当時、性能テストの相手として戦った。
機械獣ジンライS1
背中にブースターを有する機械獣。エネルガーZのテスト相手の一体。
機械獣ダイマーU5
右手にムチを備えた機械獣。エネルガーZのテスト相手の一体。
機械獣ヘッドホークV10
頭部が鏃型になっている空飛ぶ機械獣。パワーアップしたマジンガー軍団の前に敗れ去る。
機械獣レイヤスD5
エイのような姿をした空飛ぶ機械獣。パワーアップしたマジンガー軍団の前に敗れ去る。
機械獣ジャイローンJ1
頭部に巨大なプロペラを備え、ランスと盾で武装した騎士のような外見を持つ空飛ぶ機械獣。パワーアップしたマジンガー軍団の前に敗れ去る。
機械獣バードンB7
空中用の翼をもつ機械獣。胸の光線砲で、迎え撃つ自衛隊機を撃墜する。
機械獣ジェイサーJ1
空中で自衛隊機を待ち受けた、円盤状の機械獣。三本の長い首と四本の触手状の腕を持ち、機体中央の回転扇から発生する強力な吸引攻撃で自衛隊機群を吸い込んで殲滅した。
機械獣グロゴスG5
偽あしゅら男爵に加勢した機械獣。頭部の昆虫を思わせる触角と、体中に設置されたカプセルが特徴。原作『Z』での戦法はカプセルに一般人を人質に取るものであったが、本作ではそのような描写はない。ロケットパンチにより倒される。
機械獣バマラスY1
偽あしゅら男爵に加勢した機械獣。頭部と腕におびただしい触手を備える。その触手を巻きつけてマジンガーの動きを封じる。ロケットパンチにより倒される。
機械獣バジンB9
偽あしゅら男爵に加勢した機械獣。液体を満たした透明なドーム内に頭部が収められている。肩の突起物から放つ電磁波で重力を操り、マジンガーを宙に浮かせ、ロケットパンチのコントロールをも奪ったが、ゴッドスクランダーと合体したマジンガーZのロケットパンチにより倒される。
機械獣ウーラアP9
偽あしゅら男爵に加勢した機械獣。爬虫類的な身体にマントを羽織り、槍と盾を装備する。その盾はブレストファイアーをも無効化する。ロケットパンチにより倒される。
機械獣ゴーキューンU5
偽あしゅら男爵に加勢した機械獣。胸から取り出した矢を巨大な弓で放ち武器とする。放たれた矢は凄まじいスピードで飛び出し、ルストハリケーンをもかき消した。ロケットパンチにより倒される。
原典はテレビマガジン掲載の漫画に登場した機械獣。
機械獣アブドラU6
偽あしゅら男爵に加勢した機械獣。古代エジプトの兵士を思わせるデザインを持つ。ゴーキューンのマジンガーZへの攻撃を制し、己の怪力のみをもってマジンガーZを圧倒した。マジンガーZを固定させたまま、ブレストファイヤーと味方機械獣の光線攻撃を浴びて捨て駒となる役割だったが、そこへ出現したゴッドスクランダーの攻撃をも受けて爆散する。
機械獣ドグラS1
機械獣マグラF2
機械獣ドグラ・マグラとも呼称される、二身一体の機械獣。背面を合わせることで一体に合体できる。機械獣あしゅら男爵に化けてマジンガーZを引きつけておく使命を帯びていた。正体を現した後、背面から放たれる強力な電撃でマジンガーを苦しめる。ロケットパンチにより倒される。
機械獣あしゅら男爵
あしゅら男爵専用機械獣。Dr.ヘルをして最強の機械獣と呼ばしめる、あしゅら男爵の姿を写し取った強敵。バードス島に残されたジャパニウム鉱石より製造されており、力はマジンガー軍団のみならず戦闘用に新開発されたビューナスAをも、電撃をもって一瞬のうちに戦闘不能に陥らせるほど（さやかで黒焦げに寸前になることもある）。機体を両断されても再融合でき、纏っている超合金Z製のマントで総ての攻撃を無力化する。宿敵マジンガーZに一対一の決闘を挑むが、実は罠であり、決闘場に現われたのは偽者（トグラ・マグラ）と加勢の機械獣たちであった。本体はブードから上陸する機械獣たちを指揮し、熱海を火の海とした。
しかしマジンガーに止めを刺す間もなく、ボスボロットの捨て身の攻撃によってダメージを負い、ブードに帰還したその時に飛行要塞グールの墜落に巻き込まれる。
機械獣ブロッケンV2シュナイダー
ブロッケン伯爵専用機械獣。本作オリジナルの機体。ブロッケン伯爵の首を模した姿をしており、モノクルにあたる部分にブロッケンが首のみの状態で搭乗する。第1話で多くの機械獣が登場した中、唯一正式名称が言及された機体でもある。
己の飛行要塞グールをマジンガーZに落とされるも執拗に生き延び、ビューナスAをその触手で嗜虐的にいたぶりながら破壊せんとするが、廃墟となった光子力研究所跡から屹立した科学要塞研究所の攻撃を受け、ブロッケン伯爵ごと跡形もなく吹き飛ばされた。
エネルガーZ
第16話からの新オープニングから登場する、マジンガーZに酷似したロボット。出典はマジンガーZの原案デザイン。
外見はマジンガーに酷似しているが、胸の放熱板、頭部のデザインなどに違いが見られる。操縦装置はホバークラフトではなく、バイク・パイルダー号。背中に設置されたスロープを駆け上がり、エネルガーの頭部に合体、そのままコクピットとして使用される。
第19話にてDr.ヘル軍団が所持していたことが判明。ピグマン子爵曰く「奥の手の奥の手」らしく、ピグマンがDr.ヘルに使用許可を求めた際には、ブロッケン伯爵が驚いていた。また、回想では兜十蔵と剣造の共同開発であることと、剣鉄也が頭部とブレストファイヤー用の装甲などがなく、首に仮設のコクピットを付けただけの未完成状態の機体を駆り、素手とエネルギー放出のみで巨大ケドラを倒したことが語られている。
第20話の回想シーンでは完成した姿を現し、性能テストで発掘されたばかりの機械獣を相手に抜群の戦闘能力を見せる。バードス島脱出の際には鉄也の操縦によりゼウスの腕を持ち出し、窮地の十蔵やつばさを助けるなどの活躍をするが、ケドラを体に宿していた剣造の触手で頭部のバイクを引き抜かれ、無力化させられた。
同じく第20話でのマジンガーZとの直接対決ではマジンガーと同等以上の性能を見せ、兜甲児を大いに苦しめる。21話において、光子力メルトダウンにより赤熱化した姿に変貌。ブロッケンの遠隔操作により熱海ごとマジンガーを消滅させようとするが、ゴッドスクランダーと一体となったマジンガーのビッグバンパンチによって粉々に破壊された。
オープニングでは耳にある角からグレートマジンガーのサンダーブレークに酷似した電撃を放っているが、本編では未使用。

#### その他のバードス島のメカ
バードスの杖
機械獣を制御する装置。この支配を受けないのはマジンガーZとローレライという頭脳を得たドナウα1である。

### その他のメカ
グレートマジンガー（仮）
第1話と第25話で頭部シルエットのみ登場。ブレードと呼ばれる謎の人物と共に姿を現すが、次の瞬間には煙のように消失した。本作に関連してはいるが、マジンガーZが主役メカの本作で語るべきことではないからだった。
ドナウα1（ドナウアルファワン）
Dr.ヘルの手で蘇ったシュトロハイムの設計した、胸部にローレライの顔を持つ漆黒のロボット。だが、ローレライの頭脳が加わることによってバードスの杖を拒み、シュトロハイムの愛したドナウ河の青に染まった。自らの意志でマジンガーZを倒す最強のロボットとなるべく設計されていた。頭頂にはムチ、腹部にはミサイルランチャー、胸のローレライの顔の後ろにはルストハリケーンを跳ね返してブレストファイヤーをも中和する猛烈な吹雪を発生させる風車「ゲルマンブリザード」を有して善戦するが、引き抜かれた頭部をローレライの顔面にぶつけられて倒される。壊れたレコードのように「シロー」と繰り返していた。
旧アニメ版に登場した時はローレライ伝説のある川の名に合わせて「ラインX1」という名前で女性的な風貌とピンクの塗装に変更されていたが、本作では原作漫画版『Z』での名称と外見に準拠している。
ケドラ
声 - 稲田徹（スーパーロボット大戦BX）
第1話で登場した古代ミケーネの戦闘頭脳。出典は石川賢の短編『ミケーネ恐怖の遺産』。
単眼で牙を剥くタコのような奇怪な姿をしており、メカニックの中枢に侵入して自在に操る能力を持つ。この他にもメカを食って成長する能力も持つ。カプセル上の部分に内蔵されているミケーネ人の頭脳は、ミケーネ人以外の全人類を滅ぼすことのみを考えている。発掘したDr.ヘルもこれには手を焼き、結局マジンガーZのもとに送り込んだ1体以外は総て破棄せよと部下たちに命じている。単体の戦闘能力は機械獣に遠くおよばないが、それでも殺人程度は容易に行える。超合金Zを貫いた鋭い触手が武器である。
当初はマジンガーZに取り付き光子力のメルトダウンを起こしかけるが、マジンガーから切り離された後に、空から多数バードスに降臨しているミケーネの「柱」と合体して光子力研究所をも取り込もうとする。柱の内部にはケドラの記憶を基にして作り出された神話世界のバーチャルリアリティが存在していた。
第19話の回想では、機械獣並の大きさの巨大ケドラも現われているが、剣鉄也の操縦する未完成のエネルガーZに倒されている。

## スタッフ
- 原作 - 永井豪
- 企画 - 永井隆、井上俊次、川城和実
- 監督・構成・脚本 - 今川泰宏
- キャラクターデザイン - 竹内進二
- マジンガー&機械獣デザイン - 野中剛（プレックス）
- メカデザイン - 本橋秀之、中原れい
- 小物デザイン - 鷲尾直広、るりあ046、鈴木雅久
- エフェクトデザイン - 福島秀機
- 美術監督・美術設定 - 武藤正敏（スタジオじゃっく）
- 色彩設計 - 菊地和子、井上あきこ
- 撮影監督 - 桑良人（シアン）
- 編集 - 瀬山武司、松原理恵（瀬山編集室）
- 音楽 - 宮川彬良
- 音楽制作 - ランティス
- 音楽プロデューサー - 井上俊次
- 音響監督 - 本山哲
- 音響効果 - 今野康之（スワラプロダクション）
- 音響制作 - オムニバスプロモーション
- 録音スタジオ - オムニバスジャパン三分坂スタジオ
- アニメーションプロデューサー - 亀谷正博
- プロデューサー - 徳原八州、永井一巨、水野さつき、南喜長、小池克実、森本浩二、長谷部大樹
- アニメーション制作 - BEE・MEDIA、Code
- 製作 - くろがね屋（ダイナミック企画、ランティス、バンダイビジュアル）

## 主題歌
オープニングテーマ
「感じてKnight」（#1 - #15、#26）
作詞 - 伊達歩、影山ヒロノブ / 作曲 - 水谷公生 / 編曲 - LAZY / 歌 - ULTIMATE LAZY for MAZINGER（LAZY、奥田民生、斉藤和義、JAM Project）
「守護神-The guardian」（#16 - #26）
作詞・作曲 - 影山ヒロノブ / 編曲 - 須藤賢一 / 歌 - JAM Project

エンディングテーマ
「Brand New World」（#1 - #13）
作詞 - こだまさおり / 作曲 - 瀬名 / 編曲 - A-bee / 歌 - 麻生夏子
「強き者よ」（#14 - #26）
作詞 - 秋元康 / 作曲 - 上田晃司 / 編曲 - 野中“まさ”雄一 / 歌 - SKE48

## 各話リスト
| 話数 | サブタイトル                       | 絵コンテ                | 演出                | 作画監督                                       |
| ---- | ---------------------------------- | ----------------------- | ------------------- | ---------------------------------------------- |
| 1    | 大団円                             | 今川泰宏                | 夕澄慶英 中原れい。 | 中村深雪                                       |
| 2    | 始動! マジンガー!                  | 青柳宏宣 今川泰宏       | 斎藤道子            | 赤尾良太郎 飯飼一幸                            |
| 3    | 出撃! あしゅら軍団                 | 下司泰弘                | 下司泰弘            | 飯飼一幸                                       |
| 4    | 激突! 機械獣vsマジンガー           | 大野和寿 今川泰宏       | 中原れい。 畠山茂樹 | 服部憲知 Shuzilow.HA                           |
| 5    | 強襲! ブロッケン伯爵               | そえたかずひろ 今川泰宏 | 榎本守              | 武内啓                                         |
| 6    | 発射! 光子力ビーム!!               | 今川泰宏                | 山内東生雄          | 青葉恒 横山じゅんいち                          |
| 7    | 伝説! バードス島の機械獣!          | 夕澄慶英 今川泰宏       | 関田修              | 飯飼一幸                                       |
| 8    | 誕生! あしゅら男爵!                | うえだしげる 今川泰宏   | 寺澤伸介            | 寺澤伸介 徳田夢之介                            |
| 9    | 発動! 日本侵略作戦!                | 大野和寿 今川泰宏       | 関田修              | 臼田美夫                                       |
| 10   | 鉄壁! くろがね五人衆!              | 中原れい。              | 河村智之            | 藤原未来夫 山下将仁                            |
| 11   | 挟撃! 機械獣大作戦!                | 中原れい。              | 大平直樹            | 伊藤岳史 阿部宗孝                              |
| 12   | 脱出! 海底要塞サルード!            | 芝久保                  | 鈴野貴一            | 飯飼一幸                                       |
| 13   | 初恋? 美少女ローレライ!            | 村上勉 今川泰宏         | くるおひろし        | 香田知樹、才木康寛 重松晋一、郡竹隆治 野道佳代 |
| 14   | 慙愧! 暴かれる兜家の大罪!          | 今川泰宏                | 大西景介            | 武田和久、大原太一郎 鏑木勉                    |
| 15   | 対決! 悲しみの青きドナウ!          | 神原敏昭 今川泰宏       | 鈴野貴一            | 飯飼一幸                                       |
| 16   | 発掘! 戦闘頭脳ケドラ!              | 臼田美夫 今川泰宏       | 斉藤徳明            | 河井淳 小野和寛                                |
| 17   | 共闘! 危険な過去への旅!            | 斉藤哲人                | 畠山茂樹            | 野道佳代、郡竹隆治 井畑翔太、吉岡敏幸          |
| 18   | 消滅! ミケーネ最後の日!            | 今川泰宏                | 大平直樹            | 大平直樹、藤原未来夫 山下将仁                  |
| 19   | 遺恨! くろがね屋の一番長い日! 前編 | 今川泰宏                | 佐々木真哉          | 小菅洋                                         |
| 20   | 遺恨! くろがね屋の一番長い日! 中編 | 今川泰宏                | 嵯峨敏              | 能地清                                         |
| 21   | 遺恨! くろがね屋の一番長い日! 後編 | 今川泰宏                | くるおひろし        | 徳田夢之介                                     |
| 22   | 夢幻! 眠れる繭のあしゅら!          | 今川泰宏                | 浦尾斗夢            | 高橋朝雄                                       |
| 23   | 接近! 機械獣あしゅら男爵!          | 斉藤哲人                | 斉藤徳明            | 小野和寛 河井淳                                |
| 24   | 死線! 総攻撃Dr.ヘル!               | 今川泰宏                | 大平直樹            | 大平直樹 阿部宗孝                              |
| 25   | 逆転! バードスの落日!              | 今川泰宏                | 嵯峨敏              | 飯飼一幸 服部憲知                              |
| 26   | 決着! ロケットパンチ百連発!        | 今川泰宏                | 佐々木真哉          | 横田守                                         |

第1話は物語のクライマックスシーンを時系列を無視して断片的に流し、実質的なストーリーは第2話から始まる構成となっている。

## 放送局
| 放送地域       | 放送局             | 放送期間                      | 放送日時           | 放送系列       | 備考             |
| -------------- | ------------------ | ----------------------------- | ------------------ | -------------- | ---------------- |
| 関東広域圏     | テレビ東京         | 2009年4月4日 - 9月26日        | 土曜 23:20 - 23:45 | テレビ東京系列 | 製作局           |
| 大阪府         | テレビ大阪         | 2009年4月4日 - 9月26日        | 土曜 23:20 - 23:45 | テレビ東京系列 | 同時ネット       |
| 愛知県         | テレビ愛知         | 2009年4月4日 - 9月26日        | 土曜 23:20 - 23:45 | テレビ東京系列 | 同時ネット       |
| 北海道         | テレビ北海道       | 2009年4月4日 - 9月26日        | 土曜 23:20 - 23:45 | テレビ東京系列 | 同時ネット       |
| 岡山県・香川県 | テレビせとうち     | 2009年4月4日 - 9月26日        | 土曜 23:20 - 23:45 | テレビ東京系列 | 同時ネット       |
| 福岡県         | TVQ九州放送        | 2009年4月4日 - 9月26日        | 土曜 23:20 - 23:45 | テレビ東京系列 | 同時ネット       |
| 岐阜県         | ぎふチャン         | 2009年4月4日 - 9月26日        | 土曜 23:20 - 23:45 | 独立UHF局      | 同時ネット       |
| 日本全域       | バンダイチャンネル | 2009年4月4日 - 9月26日        | 土曜 24:00 更新    | ネット配信     | 1週間無料配信    |
| 三重県         | 三重テレビ         | 2009年4月13日 - 10月5日       | 月曜 24:50 - 25:15 | 独立UHF局      | 9日遅れ          |
| 日本全域       | AT-X               | 2009年5月17日 - 11月8日       | 日曜 8:00 - 8:30   | CS放送         | リピート放送あり |
| 滋賀県         | びわ湖放送         | 2010年6月23日 - 2011年1月19日 | 水曜 19:28 - 19:55 | 独立UHF局      | 約1年3か月遅れ   |

### 備考
本作は1話30分（本編は実質約25分）で作られているが、テレビ放送は25分枠で行っているために“on television”と称して数分間のシーンカットを行なっている他、第10話におけるガミアQたちの入浴シーンをはじめ女性キャラクターが素肌を露出させるシーンには、湯気追加や画面トリミングなどの修正が加えられている。
放送時間が短いため、テレビ東京系列におけるアニメ番組としては珍しく、本編中のBパート冒頭に提供クレジット表示を行っており、テレビ東京系列における番組としても珍しく下半分表示になっている。
ネット配信版は当初はノーカット版だったが、第16話より“on television”が配信されるようになった。
日本国外
| 国   | 放送局           | 放送期間                | 放送日時                        |
| ---- | ---------------- | ----------------------- | ------------------------------- |
| 台湾 | アニマックス台湾 | 2010年6月22日 - 7月27日 | 平日 20:30 - 21:00（CST）       |
| 香港 | 無綫電視J2       | 2011年2月16日 -         | 日曜・月曜 21:30 - 22:00（CST） |

| テレビ東京系列 土曜 23:20 - 23:45枠 | テレビ東京系列 土曜 23:20 - 23:45枠 | テレビ東京系列 土曜 23:20 - 23:45枠   |
| 前番組                              | 番組名                              | 次番組                                |
| ----------------------------------- | ----------------------------------- | ------------------------------------- |
| 音楽ば〜か 【→25分繰り上げて継続】  | 真マジンガー 衝撃! Z編              | neo sports 【→23:45 - 24:20から移動】 |
| テレビ東京系列 土曜23時台のアニメ   |                                     |                                       |
| -                                   | 真マジンガー 衝撃! Z編              | テガミバチ （22:55 - 23:20）          |

## コミカライズ

### 真マジンガーZERO
本作の“サポート連載”として『チャンピオンRED』（秋田書店）で連載が行われた。コミックス全9巻。
ストーリーはオリジナルで、『マジンガーZ』を原作とする以外に『衝撃! Z編』との共通点は少ない。

### 真マジンガー 衝撃! H編
『チャンピオンRED』2009年10月号掲載の読みきり漫画。執筆は永井豪&ダイナミックプロ。さやかがメインのエッチなコメディ。既存のどのマジンガー作品とも繋がらない世界観。同誌の2012年7月号には本作に69頁分を加筆した『真マジンガー 衝撃! super H編』（本編108頁）が付録小冊子として収録された。

## ゲームソフト
本作の直接的なゲーム化ではないが、シミュレーションRPG「スーパーロボット大戦シリーズ」には、本作に登場するキャラクター、並びにロボットが登場している（シリーズでは「参戦」と呼称する）。
- 第2次スーパーロボット大戦Z 破界篇/再世篇（前編『破界篇』2011年4月14日発売、後編『再世篇』2012年4月5日発売、PlayStation Portable） - シナリオ上は前作『スーパーロボット大戦Z』などに登場した『マジンガーZ』とその続編『グレートマジンガー』・『UFOロボ グレンダイザー』の並行世界の扱いとなっている。
- スーパーロボット大戦モバイル（2012年1月24日配信、iモード）
- スーパーロボット大戦Card Chronicle（2012年9月14日配信、Mobage） - 『マジンカイザー』・『マジンカイザー 死闘!暗黒大将軍』・『マジンカイザーSKL』と共演。
- スーパーロボット大戦Operation Extend（2013年7月18日配信、PlayStation Portable）
- 第3次スーパーロボット大戦Z 時獄篇/天獄篇（前編『時獄篇』2014年4月10日発売、後編『天獄篇』2015年4月2日発売、PlayStation 3 / PlayStation Vita） - 『第2次Z』の続編。
- スーパーロボット大戦BX（2015年8月20日発売、ニンテンドー3DS） - 『マジンカイザーSKL』と共演。
- スーパーロボット大戦V（2017年2月23日発売、PlayStation 4 / PlayStation Vita） - 甲児の機体として『真マジンガーZERO vs 暗黒大将軍』のマジンガーZERO、鉄也の機体として本作品が初出となるマジンエンペラーGが登場する。
- スーパーロボット大戦X（2018年3月29日発売、PlayStation 4 / PlayStation Vita） - 甲児の機体としてスーパーロボット大戦オリジナル機体のマジンカイザーと『真マジンガーZERO vs 暗黒大将軍』のマジンガーZEROが登場し、鉄也の機体としてマジンエンペラーGが引き続き登場する。